# Amaranthus ozanonii
Amaranthus ozanonii là loài thực vật có hoa thuộc họ Dền. Loài này được Piszter mô tả khoa học đầu tiên năm 1949.